# 伊豆パノラマパーク
伊豆パノラマパーク（いずパノラマパーク）は、静岡県伊豆の国市にある標高452mの葛城山の山頂と北麓を利用した観光リゾート施設である。

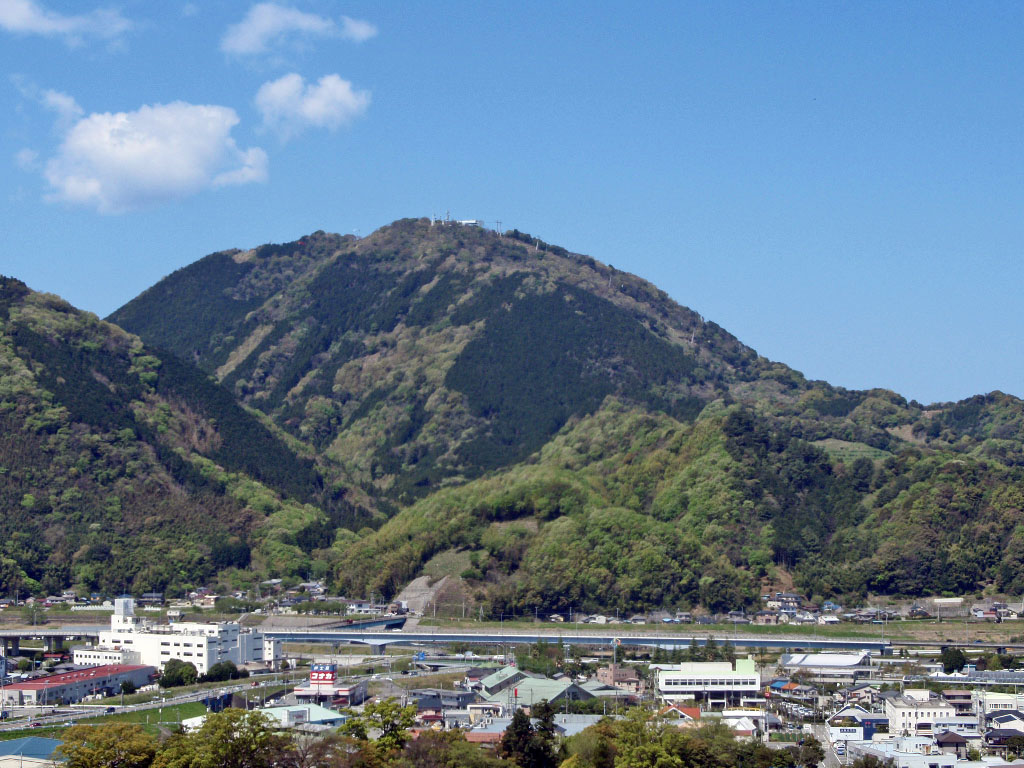
葛城山（2010年4月）

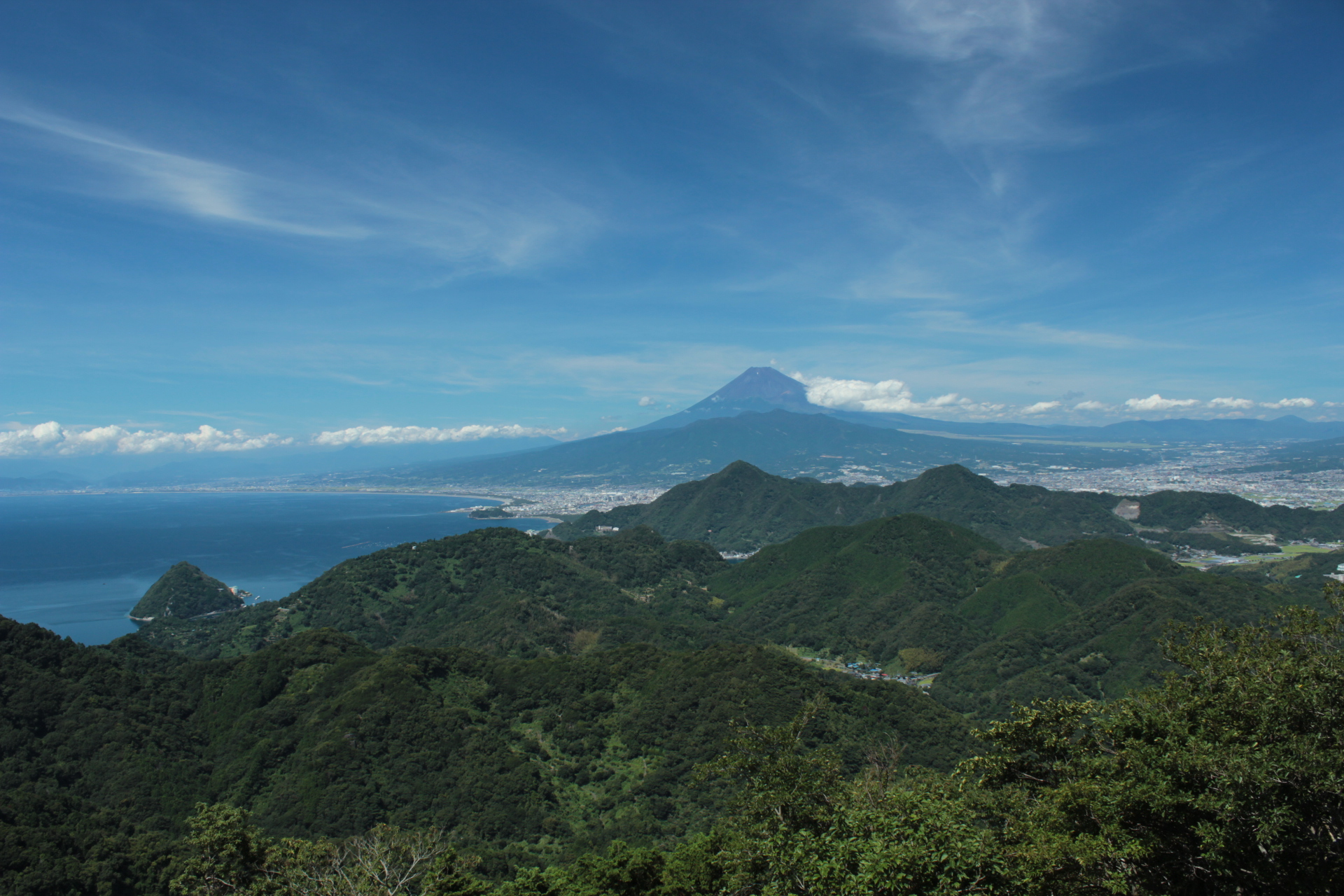
山頂の富士見テラス（現・碧テラス）からの眺望（2012年9月）

傾斜長1,791.95m、最大高低差411.11mのロープウェイ及び山頂の「碧テラス」、山麓エリアのイタリアンレストラン「トラットリア伊豆パラディーゾ」、売店エリア「ブルーマーケット」が主たる施設で、伊豆長岡温泉地区と、葛城山の山頂までを結ぶものである。山頂では富士山と駿河湾の望めるパノラマや、四季に応じた植物、特に春のツツジや、6月のアジサイが見物である。なお「360度の大パノラマ」と謳ってはいるが、東や南西方向の眺望はあまり開けていない。

## 沿革
かつては「伊豆長岡エイトランド」という名称であり、エイトボウルというボウリング場（2008年5月31日をもって閉館）も併設されていた。1992年（平成4年）10月4日に名称を「かつらぎ山パノラマパーク」と改称し、その後「伊豆の国パノラマパーク」となり、2021年（令和3年）7月21日に「伊豆パノラマパーク」に改称した。
ロープウェイの名称も、 1962年（昭和37年）の開業当時は「伊豆長岡ロープウェイ」と称していたが、後に「葛城山ロープウェイ」、「伊豆の国パノラマパークロープウェイ」に変更され、現在は「伊豆パノラマパークロープウェイ」と呼称している。
このロープウェイは、伊豆長岡温泉の旅館「小川家」経営者で、当時の伊豆長岡観光協会長であった杉山勝美が主導して生まれたものである。昭和30年代の初め、伊豆長岡温泉の目玉施設としてロープウェイを計画。当初は夢のような計画で相手にされなかったが、旅館のだんな衆に訴え、伊豆長岡町を説得。1960年（昭和35年）に伊豆長岡観光開発株式会社を発足し、有志が株を持ち合い5千万円を集めた。
同年10月14日に運輸省から敷設免許が下りると直ちに工事に着工。工事を担当したのは日本ケーブルで、設計は中根設計研究所が担当した。三線自動循環式旅客索道方式が採用されたロープウェイは総工費3億円で工事が進められ、着工から1年半後に竣功した。1962年（昭和37年）5月3日に開業し、「東洋一のゴンドラ」と話題を呼んだ。当時のゴンドラ（搬器）は32両で、1両の定員はガイドを含めて10名。最大運搬能力は毎時上下540名、1時間に1,080名の輸送力で、開業当初は名古屋陸運局の指示でゴンドラ1台ごとにガイドが付き、片道15分掛かるものであった。
推理作家・楠田匡介の開業式の記事によると、伊豆長岡ロープウェイの開業式祝賀会では、主賓として内閣総理大臣池田勇人の令嬢がゴンドラ始乗のテープカットを行い、ゴンドラの1号車に令嬢、静岡県知事（斎藤寿夫）、社長の杉山勝美、その他が乗り込んだとされる。
開業後数年で4億円を越える負債を抱えてしまい、伊豆箱根鉄道に経営を頼ったものの断られ、1969年（昭和44年）7月29日にロープウェイメーカーの日本ケーブルの子会社である伊豆長岡ケーブル株式会社に売却された。1970年（昭和45年）8月31日に伊豆長岡ケーブル株式会社が大日株式会社へ社名変更し、以降は大日株式会社が当施設を保有・運営している。

## 年表
- 1960年（昭和35年）
  - 08月23日 - 伊豆長岡観光開発株式会社を設立（資本金5000万円）[8]。
  - 10月14日 - 運輸省から伊豆長岡観光開発に対し、普通索道（ロープウェイ）の敷設免許（伊豆葛城山山麓 - 山頂間、キロ程1,898m）が下りる[14]。
- 1962年（昭和37年）
  - 4月20日 - 伊豆長岡ロープウェイが開通[15]。
  - 5月03日 - 伊豆長岡ロープウェイが開業[9]。
- 1969年（昭和44年）7月29日 - 伊豆長岡ロープウェイを伊豆長岡ケーブル株式会社に売却[11]。
- 1970年（昭和45年）8月31日 - 伊豆長岡ケーブル株式会社が大日株式会社へ社名変更[12]。
- 1971年（昭和46年）3月23日 - 伊豆長岡エイトボウルが開業[3]。
- 1992年（平成4年）10月4日 - 老朽化した施設を一新[7]。施設名を「伊豆長岡エイトランド」から「かつらぎ山パノラマパーク」へ改称。
- 2008年（平成20年）5月31日 - 伊豆長岡エイトボウルが閉館[3]。
- 2009年（平成21年）11月21日 - 山頂公園内に「絶景 富士見の足湯」がオープン[16]。
- 2010年（平成22年）
  - 6月1日 - 第18回「恋人の聖地」選定委員会において「空中公園」（現・碧テラス）が恋人の聖地に認定[17][18]。
  - 7月1日 - 伊豆の国パノラマパークがグランドオープン[19]。
- 2016年（平成28年）7月26日 - ロープウェイ山頂エリア「空中公園」に「富士見テラス」を新設[20]。
- 2017年（平成29年）7月15日 - 富士見テラスに「デイベッドエリア」（プレミアムラウンジ）と「ソファーエリア」を設置[21][22]。
- 2018年（平成30年）12月20日 - 富士見テラスに葛城珈琲店オープン[23]。
- 2021年（令和3年）7月21日 - 施設名を伊豆パノラマパーク、山頂エリアの富士見テラスを「碧（あお）テラス」にそれぞれ名称変更[5]。
- 2024年（令和6年）11月28日 - 碧テラスに「フォレストウォーク」と「グランドループ」がオープン[24]。

## ロープウェイ

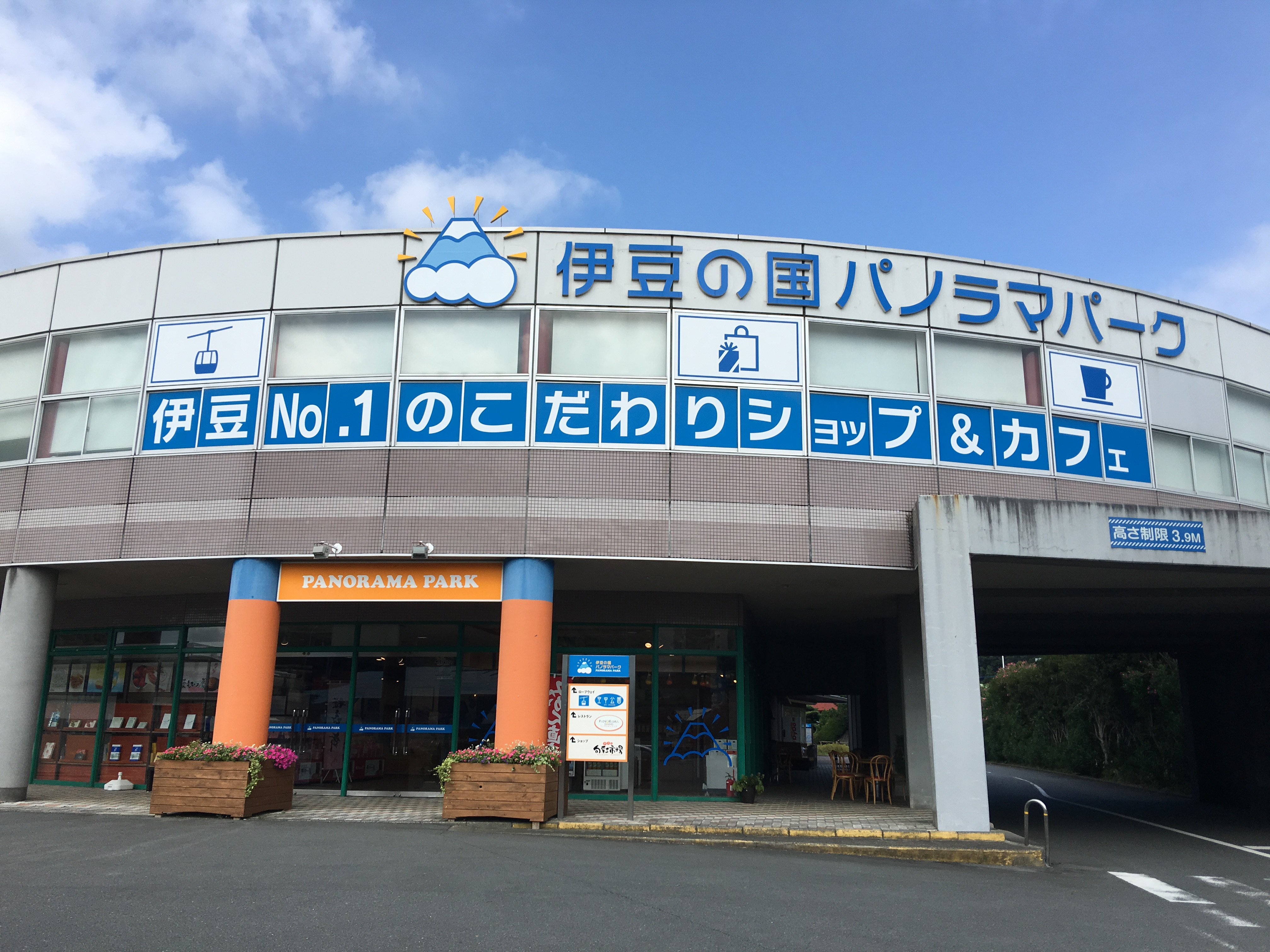
山麓駅（施設名改称前：2018年7月）

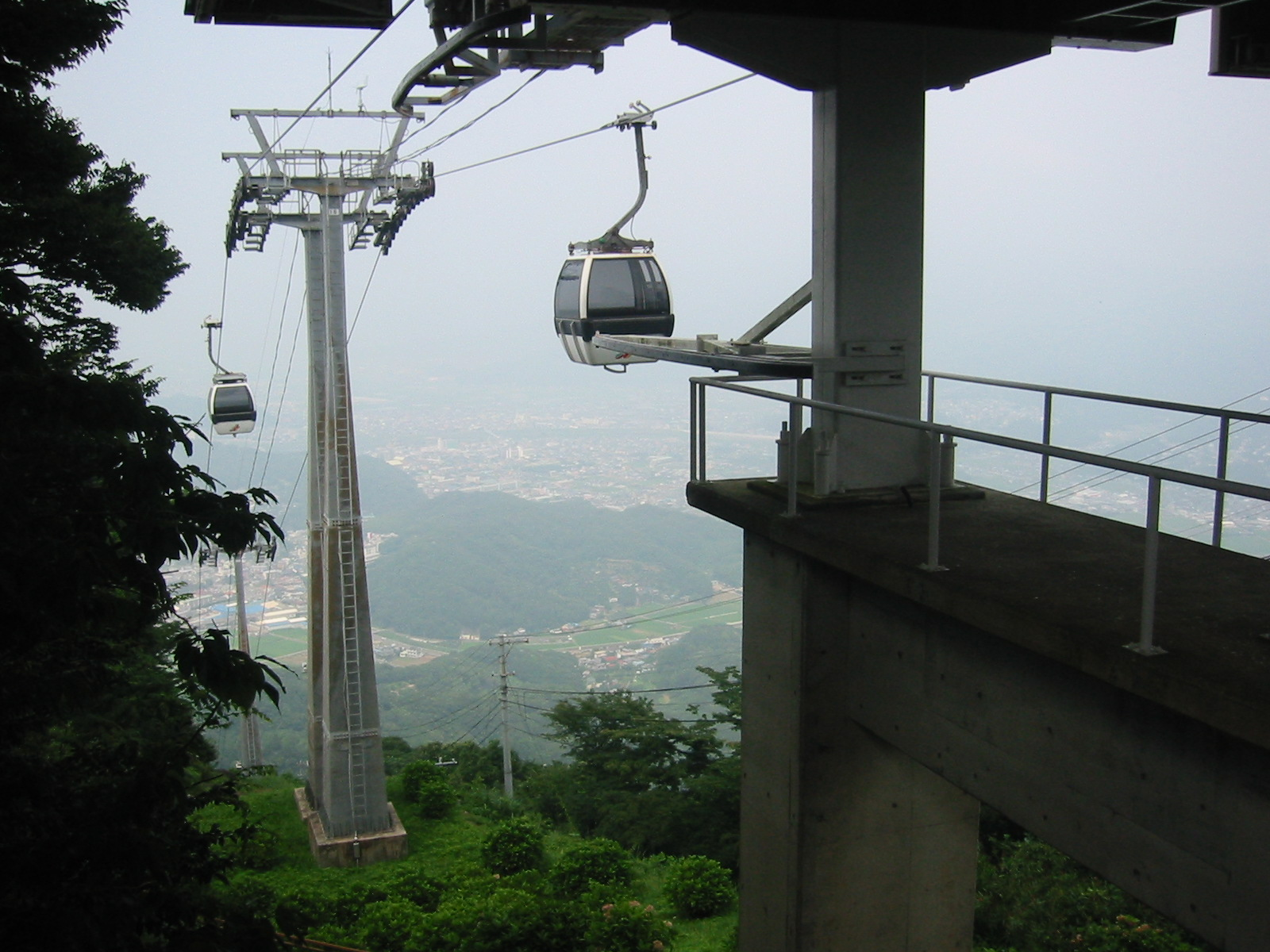
山頂駅（2007年10月）

- 山麓駅（北緯35度1分35.4秒 東経138度55分41.6秒 / 北緯35.026500度 東経138.928222度）
- 山頂駅（北緯35度0分44.6秒 東経138度55分16.2秒 / 北緯35.012389度 東経138.921167度）

### 路線データ
以下は公式サイトの「ロープウェイの豆知識公開中！」による。
- 全長（傾斜長）：1,791.95メートル
- 高低差：411.11m
- 最大勾配：36度06分
- 走行方式：単線自動循環式
- 運転速度：4m/s（通常時）、3m/s（減速運転時）
- 所要時間：7分30秒（通常時）、10分（減速運転時）
- 支柱数：19本
- 牽引動力：280kw原動機（モーター）
- ゴンドラ（搬器）：スイスCWA社製

### 利用料金
ロープウェイ往復乗車料金（碧テラスの利用料含む）は以下の通り（2024年11月1日改定）。「大人」は中学生以上、「子ども」は小学生、「幼児」は3才以上。2才以下は無料。
ハイキング等でロープウェイを利用しない場合でも「碧テラス」を利用する場合は、2024年（令和6年）11月1日より施設利用料金として大人（中学生以上）2,500円、子ども（小学生）1,400円、幼児（3才以上）700円が必要となる。
- 往復 前売オンラインチケット（平日）
  - 大人：2500円、子ども：1400円、幼児：700円
- 往復 前売オンラインチケット（休日）
  - 大人：3000円、子ども：1600円、幼児：800円
- 往復 当日窓口
  - 大人：3500円、子ども：1800円、幼児：900円
- 片道 当日窓口（主にハイキング等で山歩きをする利用者向け）
  - 大人：2500円、子ども：1400円、幼児：700円

## 施設

### 山麓駅側
- イタリアンレストラン「トラットリア伊豆パラディーゾ」
- 売店エリア「ブルーマーケット」
など

### 山頂駅側
- 空中公園
  - 碧テラス（旧称：富士見テラス）
  - 展望デッキ
  - ザ・ウォーターラウンジ
  - ソファーエリア
  - 葛城珈琲店
  - かつらぎ茶寮
  - かつらぎ茶寮 プライベート ガゼボ（予約制デイベッド）
  - フォレストウォーク（旧称：ボードウォーク）
  - 恋人の鐘
- 富士見の足湯
- 山頂展望台
- 葛城神社
- 百体地蔵尊
- アスレチック
など

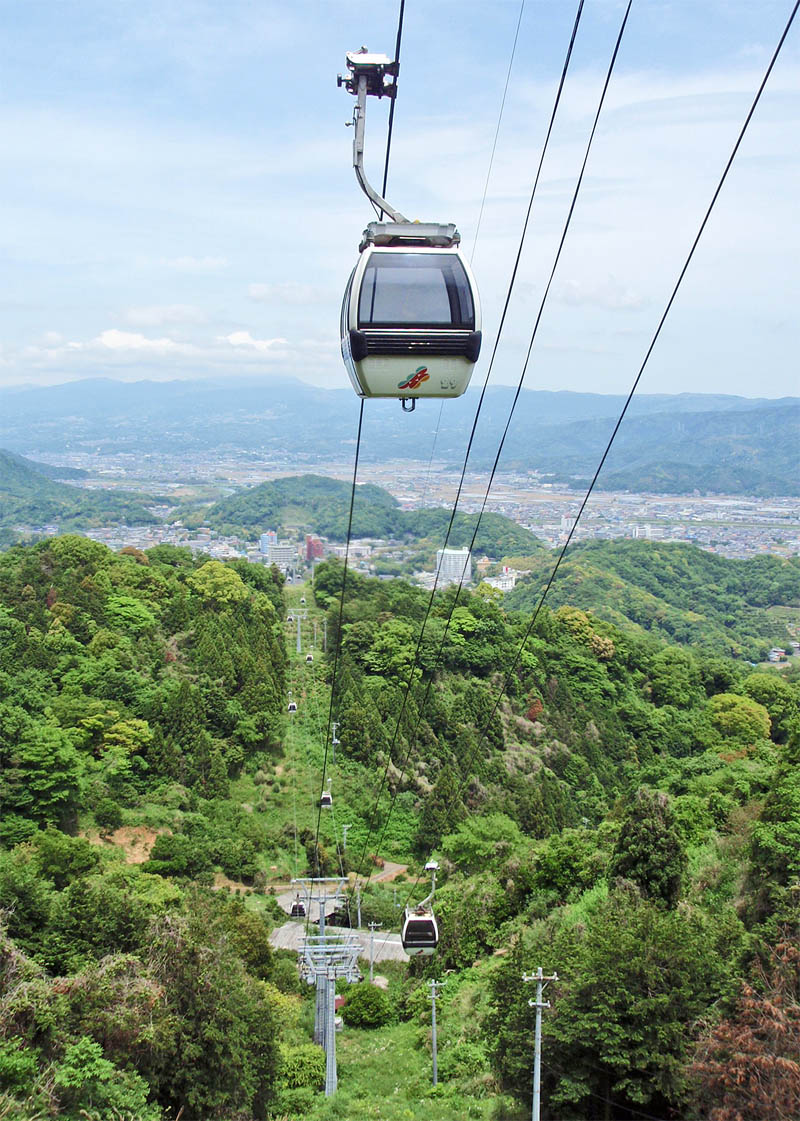
ロープウェイ（2010年5月）
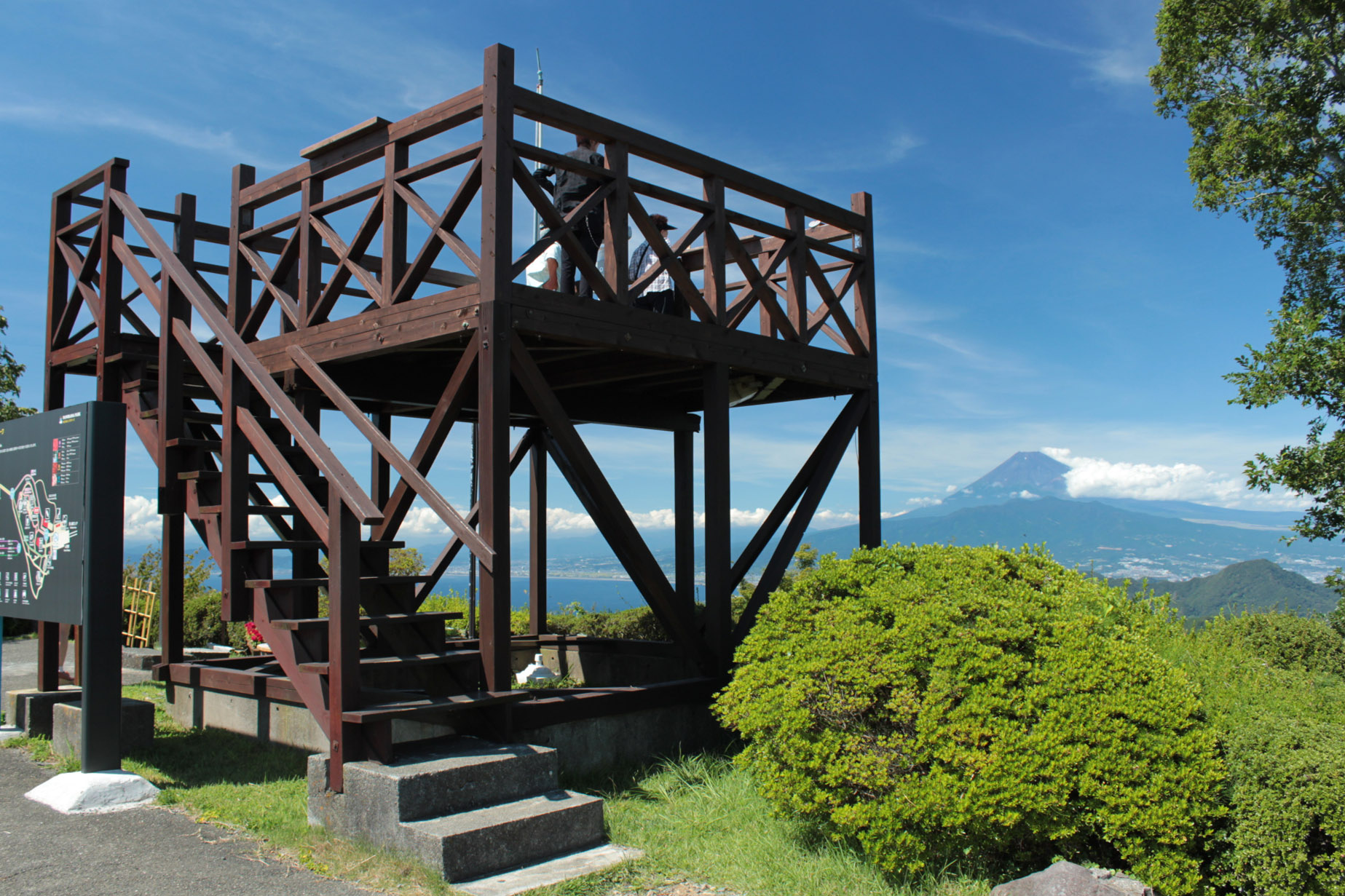
山頂展望台
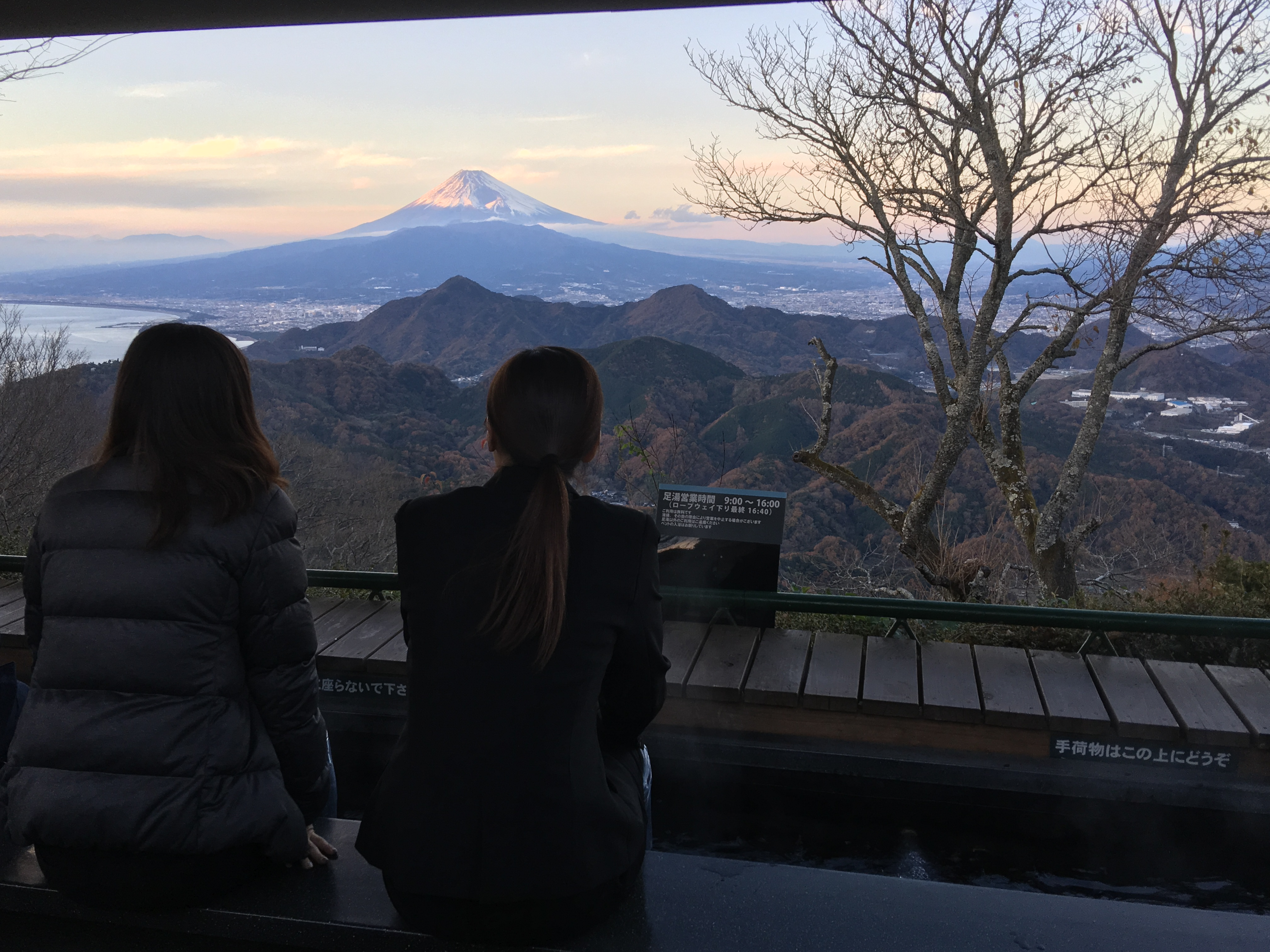
富士見の足湯
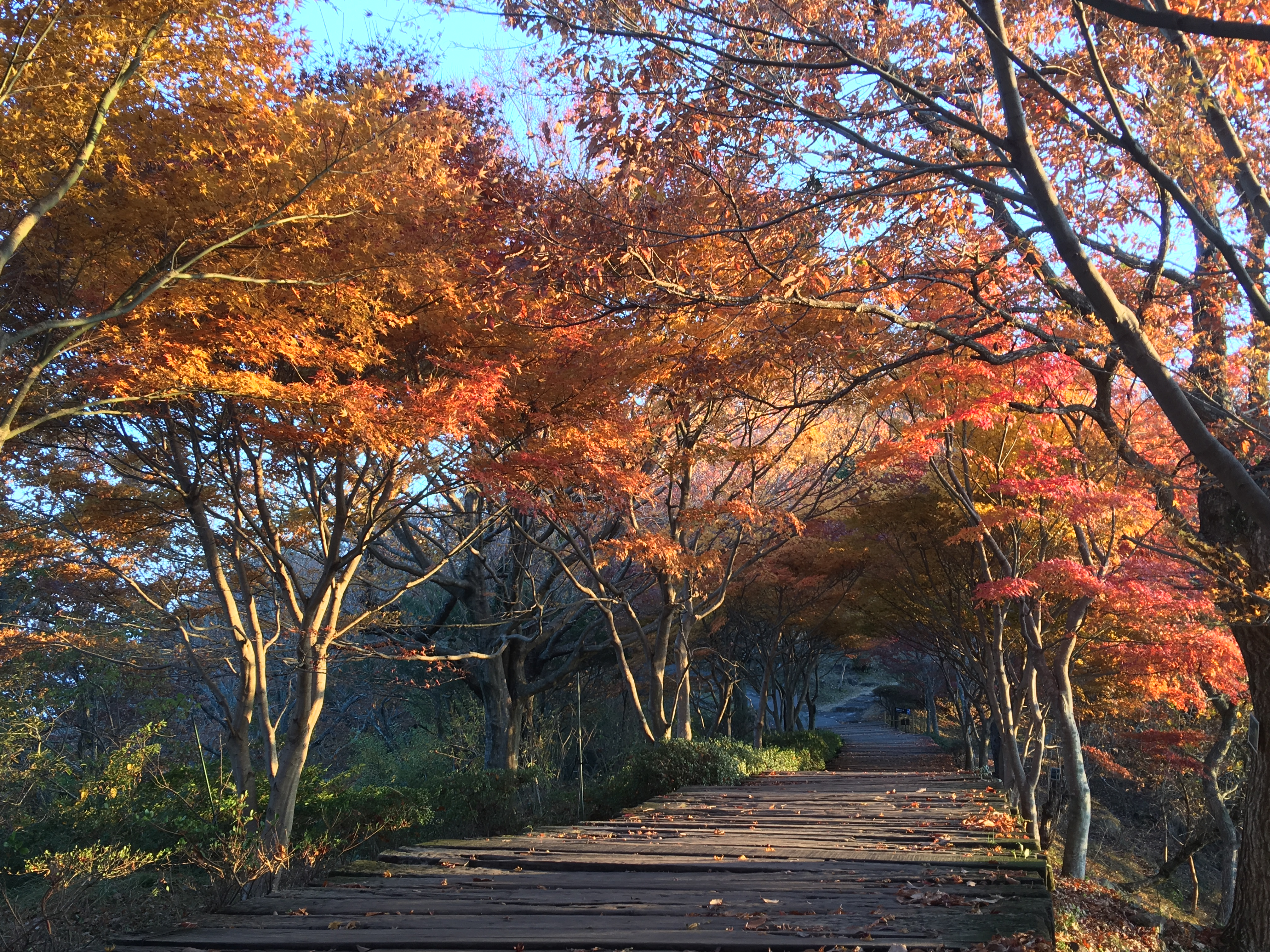
ボードウォーク （現・フォレストウォーク）

## 交通

### 鉄道・バス
- 伊豆箱根鉄道駿豆線伊豆長岡駅から伊豆箱根バス伊豆長岡駅 - シーパラ線または長岡温泉場循環線（約10分）、伊豆の国市役所前下車徒歩2分

### 自動車
- 東名高速道路沼津IC、新東名高速道路長泉沼津ICから東駿河湾環状道路、伊豆中央道経由（約20分）、伊豆長岡IC下車1分
- 修善寺（修善寺温泉）方面より修善寺道路経由（約15分）、長岡IC下車1分

## グループ施設
日本ケーブルのグループ子会社が運営する「アルピナリゾーツ」施設の一覧。
- 八幡平リゾート
- スプリングバレー泉高原スキー場
- 石打丸山スキー場
- 湯沢高原スキー場
- サンメドウズ清里スキー場
- びわ湖バレイ
- 神戸布引ハーブ園／ロープウェイ